# Free60
Free60 es la sucesora de la Xbox Linux Project, que tiene como objetivo instalar el sistema operativo Linux, BSD, o Darwin en la consola Xbox 360 de Microsoft, utilizando un software o hardware basada en "cortar". El Xbox 360 utiliza el cifrado de hardware y no se publicarán sin firmar el código de la caja. 
Los objetivos del proyecto se cumplieron en marzo de 2007, cuando poco después del anuncio de una crítica vulnerabilty software en la Xbox 360 Hypervisor un cargador para Linux parece, que les permite ejecutar un Linux portado a la Xbox 360. 
Hasta la fecha, tres principales distribuciones de Linux puede correr en la Xbox 360; Gentoo, Debian y Ubuntu Linux, las dos últimas de las cuales son fácilmente instalable en el disco duro de los scripts proporcionados por miembros de la Free60 proyecto.

## Método de ejecución
Debido al hecho de que el código ejecutable en la Xbox 360 es firmado, y se ejecuta bajo una hipervisor, un exploit o hackeo que es necesario para ejecutar código caseros. Sobre la Xbox 360, uno de esos explotar existe, y apoyándose en la utilización de una modificación de DVD-ROM firmware, un disco quemado modificados del juego King Kong (para Xbox 360), y el objetivo de tener una consola de dos revisiones del núcleo vulnerables. Opcionalmente, un cable serie en casa puede utilizarse cuando adjunta a la cabecera de un alfiler en la placa madre de la consola. 
El inicio de la consola debe modificarse con un chip llamado "RGH" sumado a unos archivos que podremos instalar a través de una memoria usb, que hará uso de la vulnerabilidad de software para cargar un pequeño fragmento de código que se encuentra en el disco. Este código puede inicializar el puerto serie para permitir cargar más de un código a la consola. El código ejecutado, en este caso se conoce como XeLL, abreviatura de Xenon Linux Loader. XeLL captura hilos del CPU y lanza el sistema operativo Linux.

## Limitaciones
El método fue inicialmente limitada a sólo marca Hitachi DVD-ROM, pero ahora también soporta unidades de la marca Samsung. Un uso comercial de la unidad, BenQ, en la actualidad no. 
Una versión antigua del juego de King Kong que se necesita, ya que a raíz de la publicidad de la explotación, que utilizó un sombreado de archivo en el juego, Microsoft ha puesto en libertad a todas las nuevas versiones del disco como parcheado, por lo que la explotación no funcionará cuando se basan en Los nuevos discos. 
Un núcleo de más edad se requiere la revisión de la Xbox 360, que puede resultar difícil de encontrar, ya que la conexión al servicio Xbox Live se aplica actualizaciones de la consola, y muchos juegos incluyen actualizaciones que se deben aplicar antes de que el juego funcione. Esta limitación no es tan importante como la que fue en su día, como ahora se sabe que se puede rebajar de un núcleo mayor de la última de las dos Kernels explotables por medio de un calendario ataque.